# Kinuko Tanida
Kinuko Tanida, coniugata Idogawa (谷田絹子?, Tanida Kinuko; Ikeda, 18 settembre 1939 – Toyonaka, 4 dicembre 2020), è stata una pallavolista giapponese, campionessa olimpica nel 1964.

## Biografia
Nata nel Giappone occidentale, nella città di Ikeda nella prefettura di Osaka, ha iniziato a giocare a pallavolo durante la scuola media.
Atteggiamento schivo, invitata nello studio dalla tv giapponese per due speciali di Capodanno, declinò l'invito, inviando un breve messaggio. La motivazione fu quella di dover sbrigare i suoi affari a Yamaguchi, dove gestiva un ristorante soba, e dove la fine dell'anno era il periodo più impegnativo. Lo speciale "The News of the Century" mostrò Kinuko Tanida in piedi di fronte al suo locale, vestita con abiti casual, mentre salutava le sue compagne di squadra.

## Carriera

### Giocatrice

#### Club
Dopo essersi diplomata alla Shitennoji Senior High School, nel 1958 è entrata a fare parte della Nichibo Kaizuka, conosciuta in seguito come Unitika Phoenix, squadra della principale produttrice giapponese di prodotti tessili e chimici Unitika Ltd.

#### Nazionale
Ha fatto parte della squadra delle Streghe orientali. Come attaccante della squadra nazionale femminile di pallavolo del Giappone, ha aiutato la squadra a vincere il campionato del mondo di pallavolo del 1962 e la medaglia d'oro alle Olimpiadi di Tokyo del 1964.

### Allenatrice
Dopo il ritiro dalle competizioni, Idogawa si è impegnata per promuovere il gioco di pallavolo tra le persone delle terza età. Per le Olimpiadi di Tokyo del 2020 era in programma la sua partecipazione alla staffetta della torcia. Ma la sua morte il 4 dicembre 2020 è sopraggiunta prima dell'evento, poi rinviato nel 2021 a causa pandemia di coronavirus. Aveva 81 anni.